# Artur Ostrowski
Artur Ostrowski (* 29. September 1968 in Piotrków Trybunalski) ist ein polnischer Politiker und seit 2005 Abgeordneter des Sejm in der V. und VI. Wahlperiode.

## Leben
1988 machte er einen Abschluss am Elektronischen Technikum, danach studierte er bis 1994 an der Universität Warschau Pädagogik. Er ist auch Absolvent der Fakultät für Journalistik und Politikwissenschaften. Von 1994 bis 2003 arbeitete er als Grundschullehrer in Piotrków Tribunalski. Später war er Vizewoiwode der Woiwodschaft Łódź.
Bei den Parlamentswahlen zum Sejm 2005 wurde er zum ersten Mal über die Liste des Sojusz Lewicy Demokratycznej (Bund der Demokratischen Linken – SLD) mit 7.043 Stimmen für den Wahlkreis Piotrków Trybunalski zum Abgeordneten des Sejm gewählt. Bei den Parlamentswahlen 2007 wurde er mit 13.112 Stimmen über die Liste der Lewica i Demokraci (Linke und Demokraten – LiD) erneut in den Sejm gewählt. Er ist Mitglied der Sejm-Kommissionen für Staatskontrolle sowie Erziehung, Wissenschaften und Jugend.
Seit dem 22. April 2008 ist er Mitglied der neu gegründeten Fraktion Lewica.